# Rüdiger Menges
Rüdiger Menges (* 28. Februar 1959) ist ein Fußballtrainer und ehemaliger Fußballspieler.
In der Jugend spielte Menges beim SV Waldhof Mannheim mit den späteren Nationalspielern Karlheinz und Bernd Förster sowie Paul Steiner in einer Mannschaft. In seiner Aktivenzeit spielte er zunächst drei Jahre für den VfB Eppingen, mit dem er den Sprung in die 2. Bundesliga Süd schaffte. Danach war er zwölf Jahre beim SV Sandhausen und gewann dort dreimal die Meisterschaft der Oberliga Baden-Württemberg.
Für die deutsche Fußballnationalmannschaft der Amateure war er beim Olympia-Qualifikationsspiel am 26. September 1979 in Trondheim gegen Norwegen an der Seite von Walter Kubanczyk und Dieter Kohnle im Einsatz.
1993 übernahm Rüdiger Menges sein erstes Traineramt als Spielertrainer bei der SG Dielheim, mit der er in die Verbandsliga aufstieg. Dann fungierte er zwei Jahre als Coach beim Oberligisten SV Sandhausen und sechs Jahre beim FC-Astoria Walldorf, den er ebenfalls in die Verbandsliga führte. Nachdem er zweieinhalb Jahre die SG Heidelberg-Kirchheim und kurzzeitig die SpVgg Ilvesheim trainierte, wurde er am 19. Juni 2007 als neuer Trainer des Verbandsligisten TSG Weinheim vorgestellt.
In der Saison 2009/10 trainierte er den TSV Amicitia Viernheim in der Verbandsliga Nordbaden. Im März 2011 übernahm er den Kreisligisten DJK Neckarhausen, wo er im März 2012 entlassen wurde. Eine Woche später kehrte er als Trainer zum Landesligisten SG Dielheim zurück.